# Катрін Маттшеродт
Катрін Маттшеродт (нім. Katrin Mattscherodt; 26 жовтня 1981, м. Берлін, Німеччина) — німецька ковзанярка, яка виступає в ковзанярському спорті на професійному рівні з 1996 року, олімпійська чемпіонка. Є дебютантом національної команди, як учасник зимових Олімпійських ігор. На світових форумах ковзанярів почали приходити успіхи з 2008—2009 років, доти спортсменка доволі успішно виступала в різних юніорських турнірах-форумах.

## Найкращі особисті результати
Станом на 21 листопада за Катрін Маттшеродт спостерігалися такі найкращі результати (за дисциплінами):
| Дистанція | Особистий час | Дата              | Місце події         |
| --------- | ------------- | ----------------- | ------------------- |
| 500 м     | 40,95         | 28 листопада 2009 | Калгарі, Канада     |
| 1000 м    | 1:18,53       | 28 листопада 2009 | Калгарі, Канада     |
| 1.500 м   | 1:58,33       | 5 грудня 2009     | Калгарі, Канада     |
| 3.000 м   | 4.03,89       | 11 грудня 2009    | Солт Лейк Сіті, США |
| 5.000 м   | 7.05,01       | 21 листопада 2009 | Гамар, Норвегія     |

## Медальні досягнення за дисциплінами
Станом на 21 листопада Катрін Маттшеродт здобувала трофеї на різних дистанціях (за дисциплінами):
| Досягнення        | 500 м | 1000 м | 1500 м | 3000 м | 5000 м | Командні |
| ----------------- | ----- | ------ | ------ | ------ | ------ | -------- |
| 1. «золото»       |       |        |        |        |        |          |
| 2. «срібло»       |       |        |        |        |        | 1        |
| 3. «бронза»       |       | 1      |        | 1      |        |          |
| «10-ка найкращих» |       |        |        | 1      | 1      | 3        |